# Liste der unter Sonderschutz stehenden Objekte der Haager Konvention

Die dreifache Verwendung des Kennzeichens zur Markierung von Kulturgut unter Sonderschutz

Diese Liste enthält die in das Internationale Register für Kulturgut unter Sonderschutz aufgenommenen Objekte nach der Haager Konvention zum Schutz von Kulturgut bei bewaffneten Konflikten. Diese Objekte sind mit dem dreifachen Schutzzeichen gekennzeichnet. Grundlage der Liste ist das UNESCO Dokument International Register of Cultural Property under Special Protection vom 23. Juli 2015.
| Liste von Kulturgut unter Sonderschutz                                | Liste von Kulturgut unter Sonderschutz | Liste von Kulturgut unter Sonderschutz |
| --------------------------------------------------------------------- | -------------------------------------- | -------------------------------------- |
| Objekt                                                                | Aufnahmedatum                          | Karte                                  |
| Deutschland                                                           |                                        |                                        |
| Zentraler Bergungsort Oberrieder Stollen, auch Barbarastollen genannt | 24. April 1978                         | Barbarastollen                         |
| Niederlande                                                           |                                        |                                        |
| ZAB und ZOD Bergungsorte in Zandvoort                                 | 12. Mai 1969                           | ZAB, ZOD Zandvoort                     |
| St. Pietersberg Bergungsort in Maastricht                             | 12. Mai 1969                           | St. Pietersberg Maastricht             |
| Vatikanstadt                                                          |                                        |                                        |
| Vatikanstadt                                                          | 18. Januar 1960                        | Vatikanstadt                           |
| Mexiko                                                                |                                        |                                        |
| Calakmul                                                              | 30. März 2015                          | Calakmul                               |
| Chichén Itzá                                                          | 30. März 2015                          | Chichén Itzá                           |
| Monte Albán                                                           | 30. März 2015                          | Monte Albán                            |
| Palenque                                                              | 30. März 2015                          | Palenque                               |
| Paquimé                                                               | 30. März 2015                          | Paquimé                                |
| El Tajín                                                              | 30. März 2015                          | El Tajín                               |
| Teotihuacán                                                           | 30. März 2015                          | Teotihuacán                            |
| Uxmal                                                                 | 30. März 2015                          | Uxmal                                  |
| Xochicalco                                                            | 30. März 2015                          | Xochicalco                             |

## Ehemalige Objekte
- Steinbergstollen des Salzbergwerk Altaussee in der Gemeinde Altaussee im  steirischen Salzkammergut in Österreich, aufgenommen 17. November 1967, ausgeschieden 12. September 2000
- Nef und Ngh Bergungsraum in Heemskerk, aufgenommen 12. Mai 1969, ausgeschieden 22. September 1994
- Paaslo Bergungsraum im Ort Steenwijkerworld in der Gemeinde Steenwijkerland, aufgenommen 12. Mai 1969, ausgeschieden 22. September 1994